# José María González Benito
José María González Benito (Zipaquirá, 1 de septiembre de 1843-Bogotá, 28 de julio de 1903) fue un astrónomo colombiano.

## Biografía
En Zipaquirá, trabajó con don Manuel Ponce en el levantamiento topográfico de las salinas y pueblos vecinos y de él aprende el cálculo diferencial e integral. Ya como ayudante de Indalecio Liévano contribuyó al trazado del ferrocarril de Zipaquirá a Nemocón. Posteriormente se trasladó a Anolaima, donde adquirió su interés por la geología y la paleontología recorriendo la cordillera de Sumapaz hasta Tunja.
En 1862 Liévano lo emplea como su ayudante en el Observatorio Astronómico Nacional de Colombia durante un año, tiempo suficiente para que sume a sus intereses la astronomía y meteorología, y en 1864 se traslada a Europa donde conoce a Le Verrier y a Boussingault como conferencistas, tomando más entusiasmo por la mineralogía y la astronomía.
Regresa de nuevo al lado de Indalecio Liévano quien por segunda ocasión lo vincula al Observatorio Astronómico Nacional. Recibe el título de Ingeniero en 1866 y luego entra a conformar la Oficina Central del Cuerpo de Ingenieros por llamado del poder ejecutivo. En 1868 se le nombra profesor de meteorología y astronomía en la Universidad Nacional, recibiendo del rector Manuel Ancízar el cargo de Director del Observatorio Astronómico, en el que dura poco ya que retorna a Zipaquirá para terminar una carta geográfica de la sabana y la altiplanicie de Bogotá.
En 1871 retorna a la Universidad Nacional como profesor de geología y paleontología y de ahí al Observatorio Astronómico por tercera vez asumiendo las cátedras de astronomía y meteorología. Trabajó José María González Benito con instrumentos suyos y de Indalecio Liévano en el Observatorio Astronómico sin cobrar sueldo, lo que le hizo ganar recelos y provocó su retiro en 1872. Ya desde su casa observa lluvias de estrellas que reporta a Europa y por cuarta vez se le nombra por decreto del ejecutivo Director del Observatorio como también profesor de astronomía y geodesia de la Escuela de Ingeniería.
En 1875 regresa González Benito al país como miembro acreditado de la Royal Astronomical Society, y el Estado
le compra un instrumento ecuatorial adaptado a la latitud de Bogotá, un anteojo de pasos meridianos, un teodolito astronómico, un anteojo de 5 1/2 pies de distancia focal con montura altazimutal y un espectroscopio de
prismas.
En 1880 y por quinta vez vuelve al Observatorio Astronómico que reorganiza aumentando su dotación, en momentos en que al ambiente nacional es de interés por la ciencia, según se desprende de la conmemoración que se hace de la casa en que habitó Caldas y de la remodelación del edificio del Observatorio. Para 1881, el Observatorio Astronómico cuenta con cúpula giratoria, un refractor de 16 cm y una estación meteorológica completa. Ese año al Observatorio se le designa una zona para la observación sistemática entre la declinación 40 y 55 norte y se participa en la unificación del manejo de la hora, asunto del cual tratará el Congreso Mundial de Washington en 1884, durante el cual se adopta como meridiano cero el de Greenwich.
Aparece Abelardo Ramos, director de la revista Anales de la Sociedad Colombiana de Ingenieros para atacar a González Benito y logrando que no se le renueve el contrato como Director del Observatorio. Para el cargo propone al brillante joven Julio Garavito Armero, su alumno y quien se desempeña como profesor de ingeniería y geodesia en la Escuela de Ingeniería. Abelardo Ramos proviene de la Escuela Americana, tiene una visión utilitarista de la profesión y encuentra en González Benito un personaje incómodo propio del renacimiento y que no se ajusta al prototipo profesional del ingeniero "moderno" que de astronomía solo debe conocer los requerimientos de la cartografía sin distraerse en manchas solares, lluvias de estrellas y colas de cometas. González Benito se refugia en su casa, donde construye su reconocido "Observatorio Flammarion", el del parque de los Mártires. Este con un telescopio de 9,5 cm de diámetro y 1,65 cm de distancia focal, sobre montura ecuatorial. González Benito es presentado por Camilo Flammarion y Bouquet de la Grye a la Sociedad Astronómica de Francia haciéndose miembro de la misma en 1893 en calidad de miembro fundador.
Fue uno de los co- fundadores del Instituto de Artes y Oficios en la ciudad de Bogotá, que buscaba enseñar educación no formal a estudiantes de bajos recursos de la capital. Se reunían en el Convento de la Concepción, y participaban como docentes muchos de los profesores de la Escuela de Bellas Artes de la Universidad Nacional de Colombia. Estas tertulias y encuentros con los estudiantes los denominaron "la sociedad de amigos de la luz".
Entre los que se destacan Indalecio Liévano, José María Samper, Antonio Vargas Vega, Rafael Zerda Bayón, Liborio Zerda, Rafael Nieto París y José María González Benito, dicho instituto abrió el camino a la conformación de varias vertientes académicas que impulsaron meses después la creación de la Academia de Ciencias Naturales en el seno de la Universidad Nacional de Colombia, conformada por la Sociedad de naturistas colombianos, cuyos miembros eran varios de los adheridos a dicho instituto
Pasada la Guerra de los Mil Días, en 1903 González Benito propone la creación del Instituto de Colombia, reuniendo las academias de matemáticas, ciencias naturales y ciencia morales y políticas. Muere ese mismo año a los 60 años de edad, un día antes de la inauguración del nuevo Instituto.
Durante el año 2018, en el Archivo General de la Nación apareció en medio de un libro de cuentas de la Ferrería de Pacho, una autobiografía de José María González Benito, la cual fue trascrita por: Armando Martínez Garnica y Ramón García Piment y publicada en la revista Memoria n.º 19 de 2018. Este texto de referencia presenta la mirada etnográfica de uno los primeros gestores de las ciencias naturales en Colombia, y de los primeros tiempos de la Universidad Nacional de Colombia. presenta, entre otros, su recorrido por las tierras de Santander, en cumplimiento de un contrato de agrimensura con la casa comercial de Geo von Lengerke, ofrece una visión de la vida social santandereana en 1864, con los ecos de la guerra civil de 1860-1861 que seguían latentes. El libro de la Ferrería de Pacho se encuentra ubicado como el tomo 480 del subfondo Despacho de la Secretaría de Hacienda, fondo Despacho del Poder Ejecutivo, en la sección República del Archivo General de la Nación. Este texto autobiográfico quedó inédito por cuanto su autor falleció repentinamente en Bogotá el 28 de julio de 1903, a las tres de la tarde.
En el 2022 se publica un artículo en la Revista de la Academia Colombiana de Ciencias Exactas, Físicas y Naturales, resultado de una investigación histórica que recoge los aportes científicos de González Benito, como principal reactivador del  Observatorio Astronómico Nacional en la segunda mitad del siglo XIX, destacando sus esfuerzos pioneros, los cuales volcaron la atención mundial sobre esta instalación astronómica y sobre su observatorio privado, al cual puso el nombre de Observatorio Flammarion. González Benito sobresale como una de las figuras más comprometidas con el desarrollo de la astronomía en el país por su impulso a un campo hasta entonces considerado localmente apenas como una herramienta práctica en tareas de ingeniería como la cartografía. El trabajo expone las razones para considerar a González Benito como el colombiano más destacado en el panorama de la investigación astronómica internacional de su época.